# IF Rune
IF Rune är en idrottsförening i Kungsör i Sverige, startad 28 april 1908. Klubben bedriver gymnastik och orientering, tidigare även bandy och fotboll.
I bandy spelade klubben i Sveriges högsta division säsongen 1935. I fotboll spelade klubben i Sveriges näst högsta division säsongerna 1934/1935, 1936/1937 och 1937/1938.